# Suctobelbila pulchella
Suctobelbila pulchella är en kvalsterart som först beskrevs av Hammer 1962.  Suctobelbila pulchella ingår i släktet Suctobelbila och familjen Suctobelbidae. Inga underarter finns listade i Catalogue of Life.